# Đại hải chiến Noryang – Biển chết
Đại hải chiến Noryang – Biển chết (tiếng Hàn: 노량: 죽음의 바다; Romaja: Noryang: Jugeumui Bada) là một bộ phim hành động lịch sử chiến tranh Hàn Quốc năm 2023 do Kim Han-min đạo diễn. Đây là phần thứ ba và cũng là phần cuối cùng trong bộ ba phim của Kim về những trận chiến do Yi Sun-sin chỉ huy, sau hai phần The Admiral: Roaring Currents năm 2014 và Hansan: Rising Dragon năm 2022. Phim khắc họa Trận Noryang lịch sử, trận chiến lớn cuối cùng trong Chiến tranh Nhật Bản – Triều Tiên. Phim được phát hành tại các rạp trên toàn cầu vào ngày 20 tháng 12 năm 2023.